# Floßkanal (München)

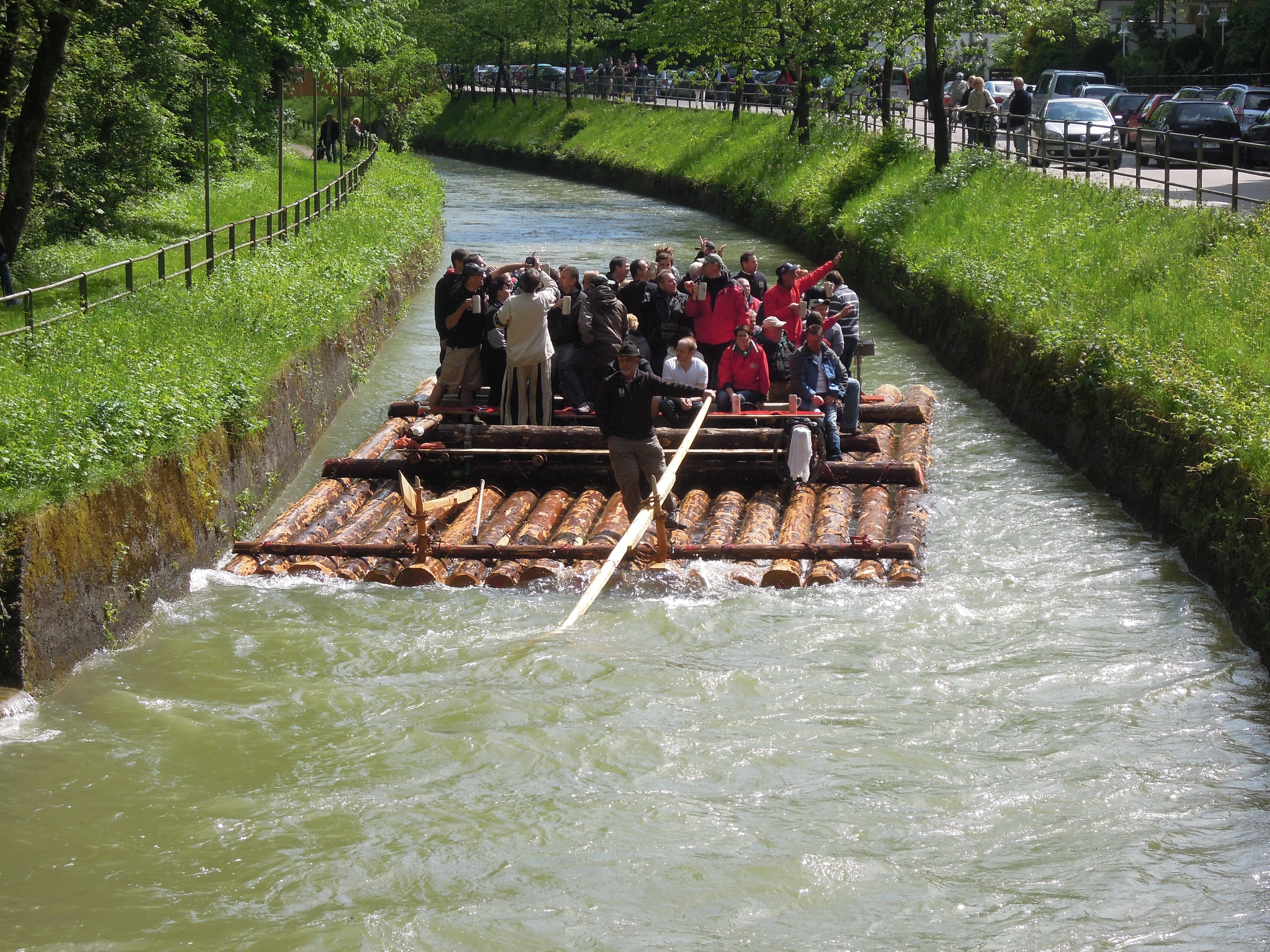
Floß auf dem Floßkanal

Der Floßkanal (auch Ländkanal) ist ein Fließgewässer im Münchner Stadtteil Thalkirchen. Er wurde Ende des 19. Jahrhunderts für die Flößerei auf der Isar als Zufahrt zur neuen Zentrallände erbaut. Heute finden auf ihm  touristische Floßfahrten statt und er wird als Kanustrecke genutzt.

## Verlauf

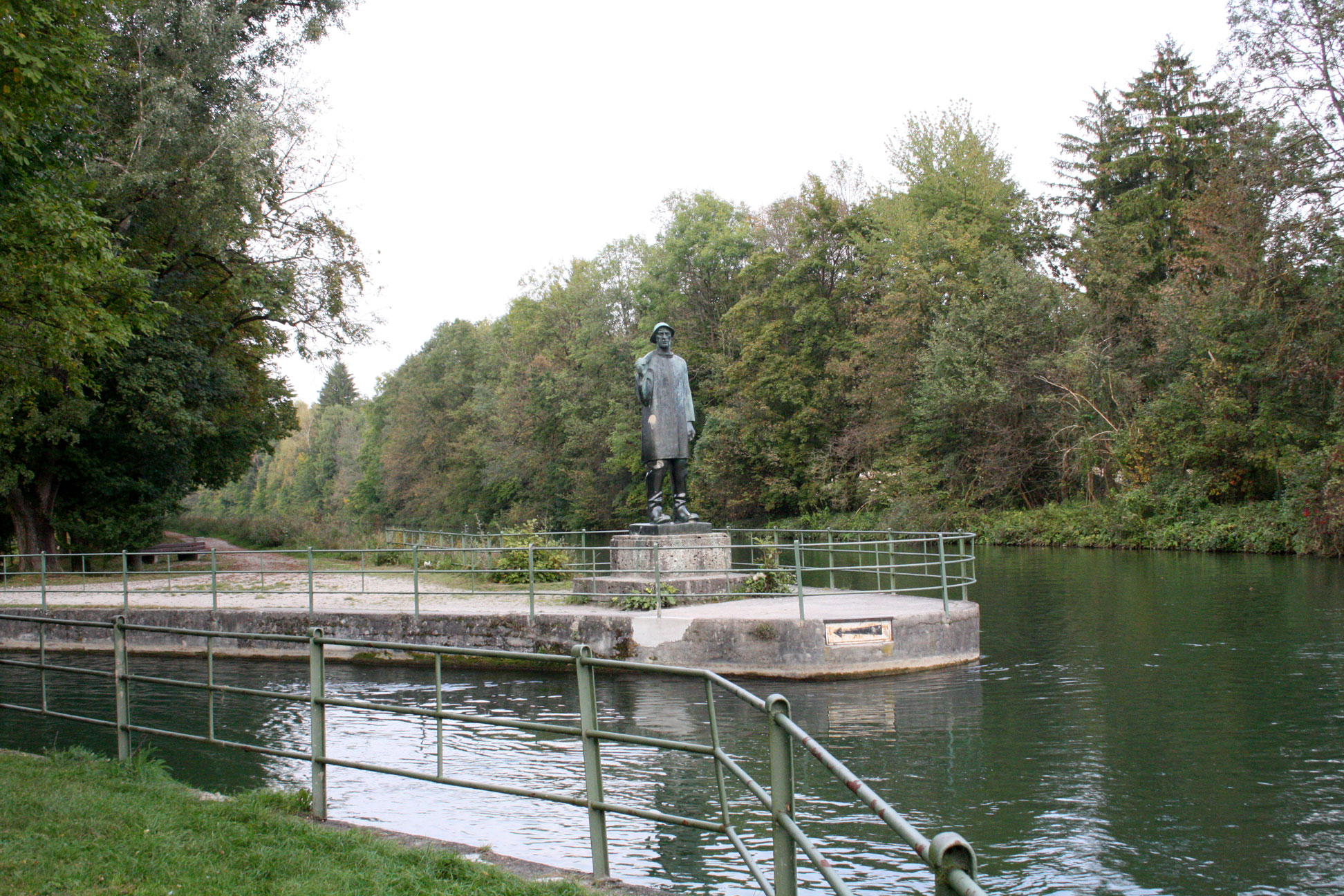
Abzweig des Floßkanals vom Isar-Werkkanal

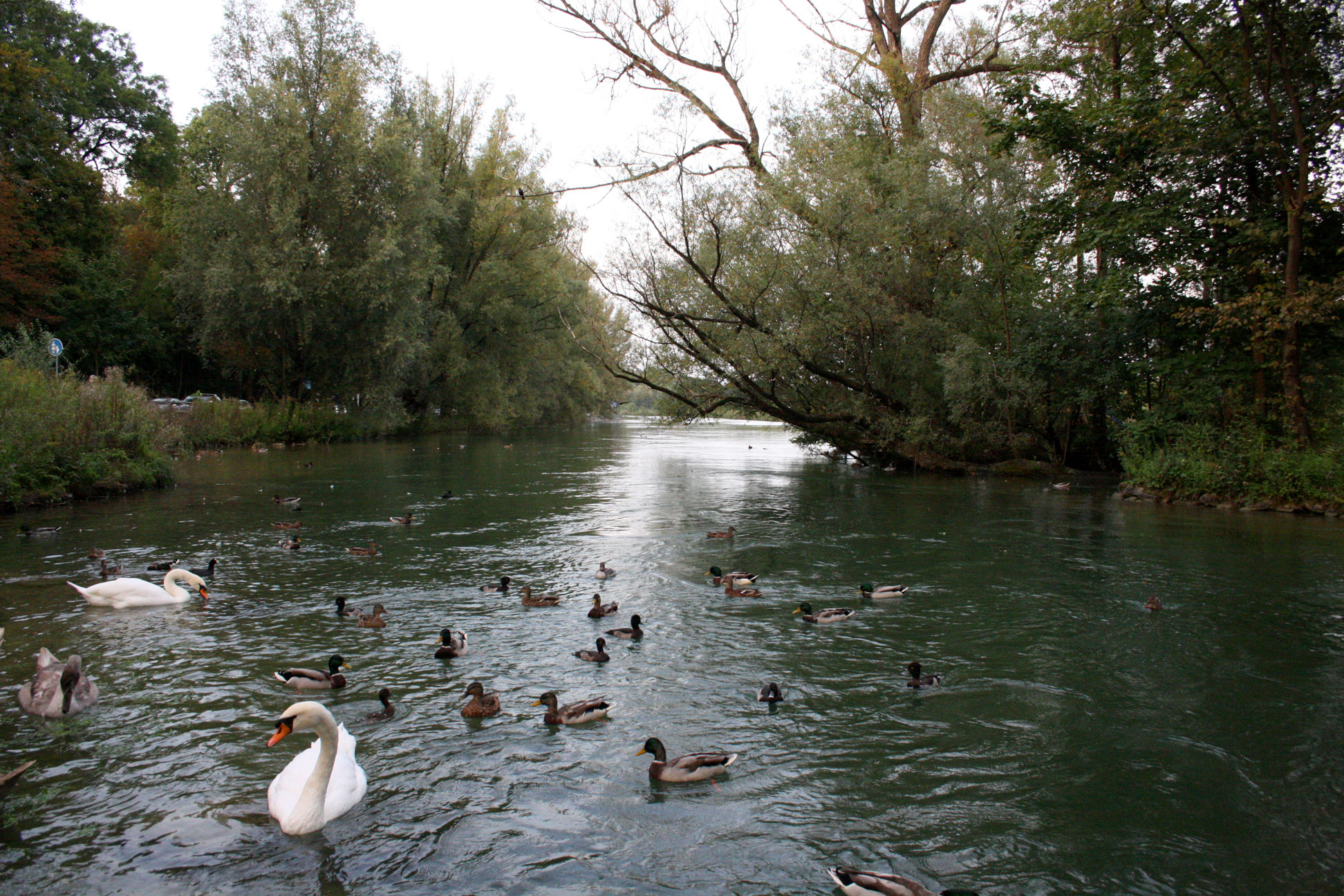
Mühlbach bei der Mündung in den Isar-Werkkanal

Der Floßkanal zweigt kurz vor dem Hinterbrühler See vom Isar-Werkkanal ab. Im Winkel zwischen Isar-Werkkanal und Floßkanal steht die Bronzeskulptur Der Isarflößer von Fritz Koelle. Gleich hinter dem Abzweig folgt im Floßkanal eine Floßrutsche.
Am Campingplatz Thalkirchen weitet sich der Floßkanal zur Floßlände, die auch Zentrale Floßlände oder Zentrallände genannt wird. Da sie wesentlich breiter ist als der Floßkanal, fließt dort das Wasser ruhiger und die Flöße können anlegen.
Ab dem Wasserüberlauf der Floßlände bei der Gaststätte Zentrallände wird der Kanal Mühlbach genannt. Er fließt durch das Naturbad Maria Einsiedel und mündet knapp unterhalb der Thalkirchner Brücke wieder in den Isar-Werkkanal.
Von der Gesamtlänge des Gewässerzugs von 2,3 km entfallen auf den Floßkanal selbst etwa 950 m, auf die Zentrallände etwa 500 m und auf den Mühlbach etwa 850 m. Der Wasserdurchfluss liegt bei etwa 8 Kubikmeter pro Sekunde.

## Abzweige

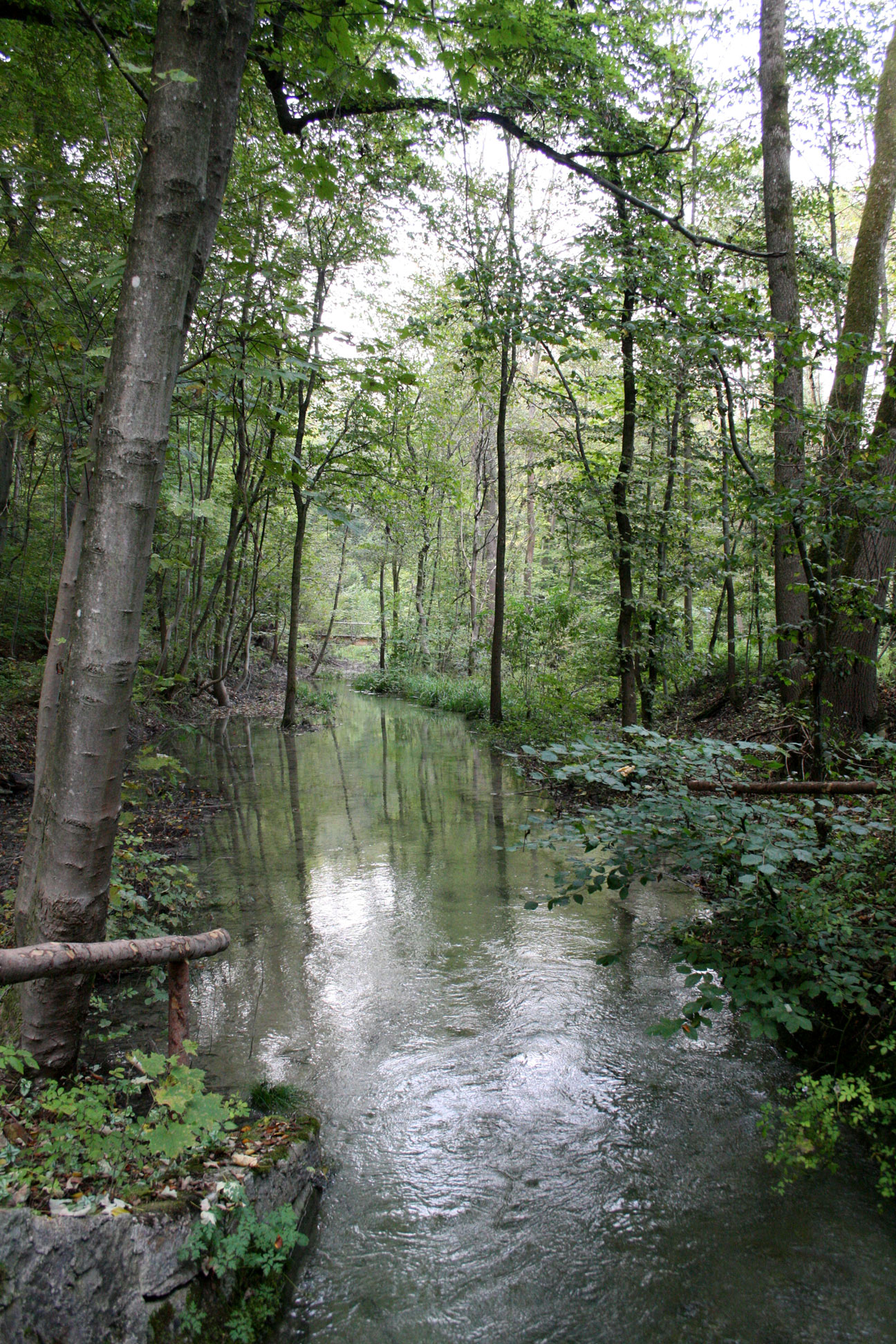
Maria-Einsiedelbach

Knapp unterhalb des Gasthofs Hinterbrühl auf Höhe des Hinterbrühler Sees wird der Maria-Einsiedelbach vom Floßkanal abgezweigt. Er fließt entlang der unteren Hangkante am linken Rand der Isaraue und mündet im Naturbad Maria Einsiedel in den Mühlbach. Er führt nur eine geringe Wassermenge von etwa 100 l/s. Früher trieb er die Maria-Einsiedel-Mühle, die im Thalkirchner Gemeindeteil Maria Einsiedel in der Nähe des heutigen Asam-Schlössls stand.

## Zuflüsse

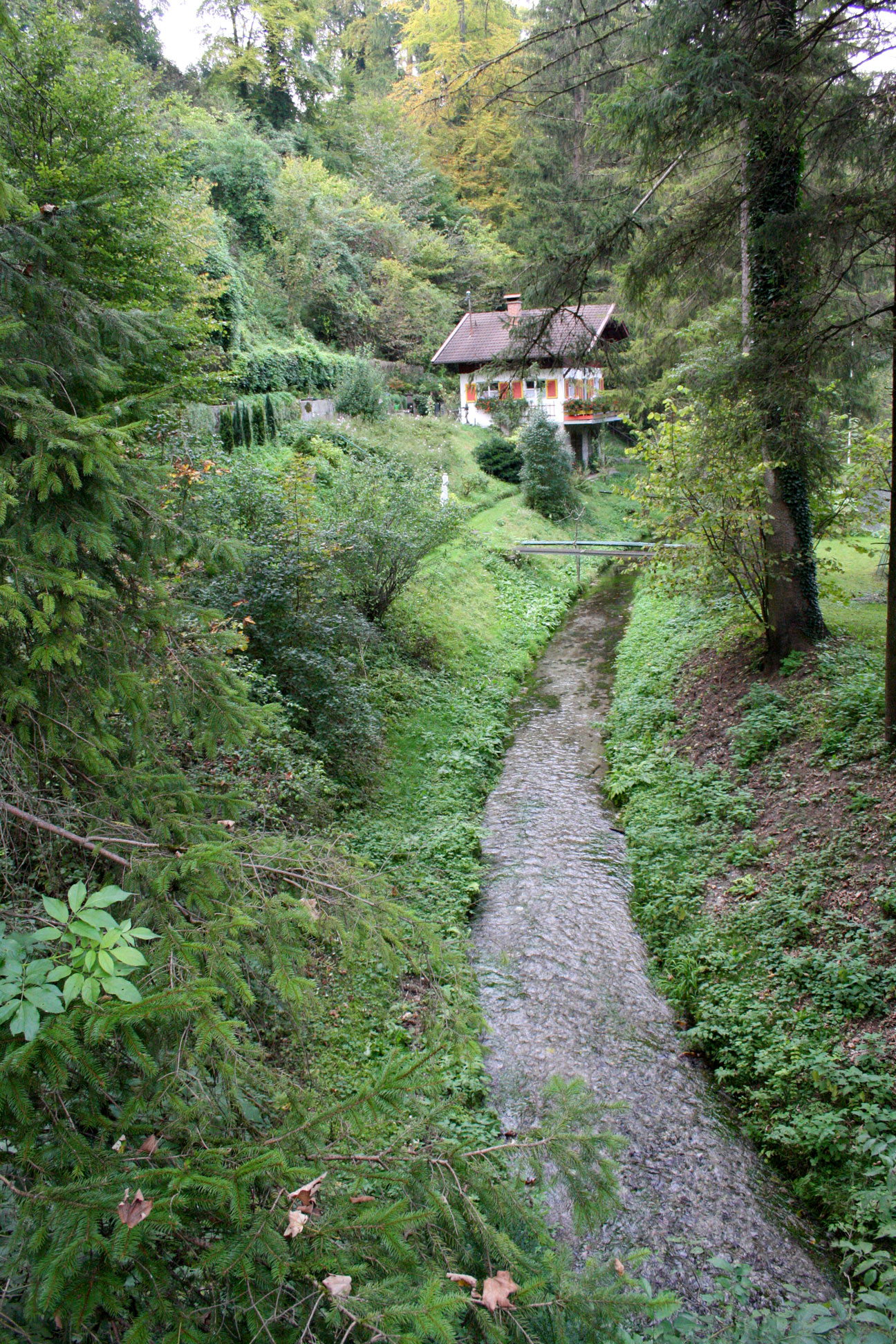
Wenzbach

Der einzige größere Zufluss des Floßkanals ist der Wenzbach, der in der zu Pullach im Isartal gehörenden Adolf-Wenz-Siedlung entspringt und nach etwa 1 km kurz hinter der Abzweigung des Floßkanals aus dem Isar-Werkkanal in den Floßkanal mündet.
Die zwei kleineren Abflüsse des aus dem Isar-Werkkanal gespeisten Hinterbrühler Sees fließen ebenfalls in den Floßkanal.

## Nutzung

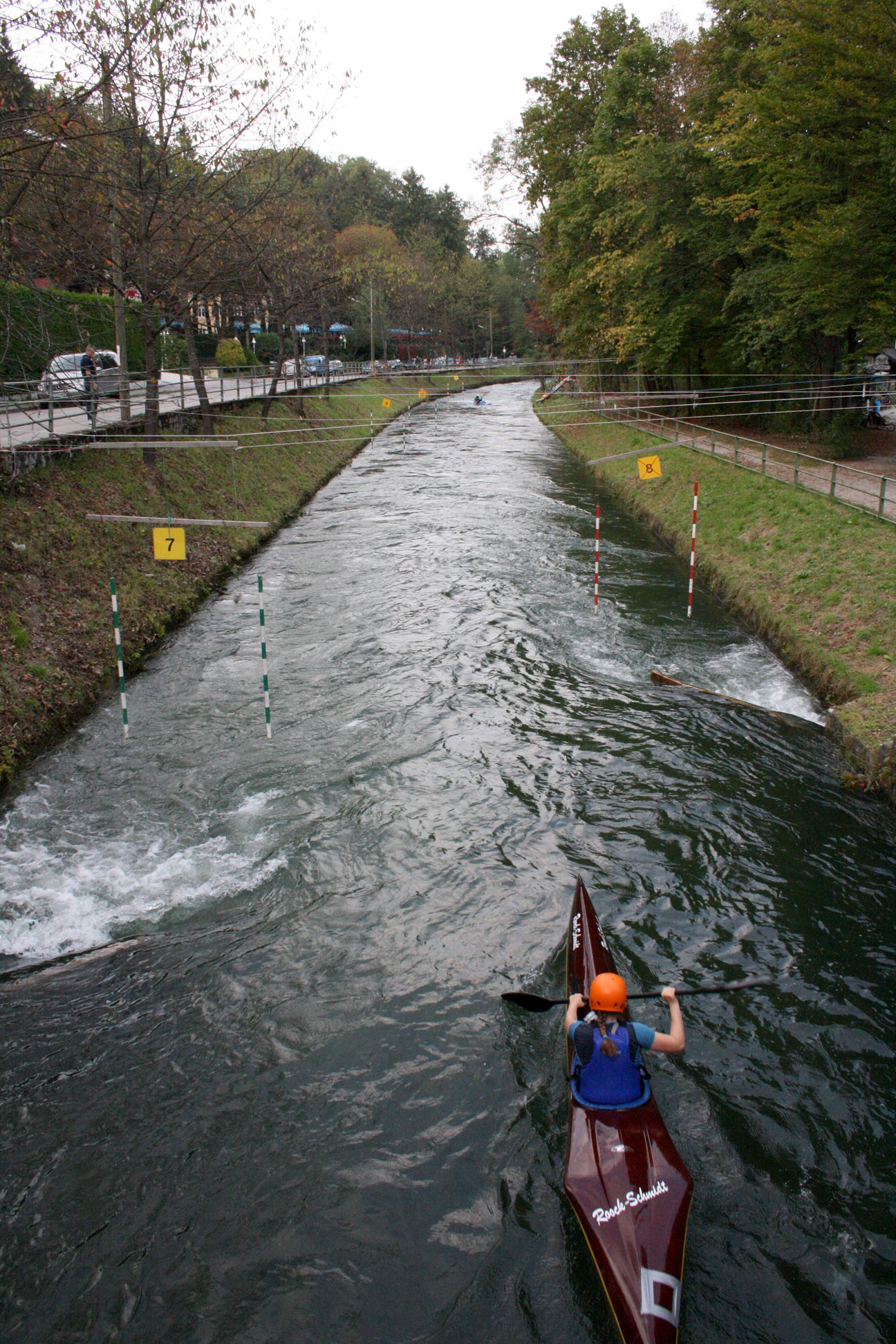
Kanuslalom auf dem Floßkanal

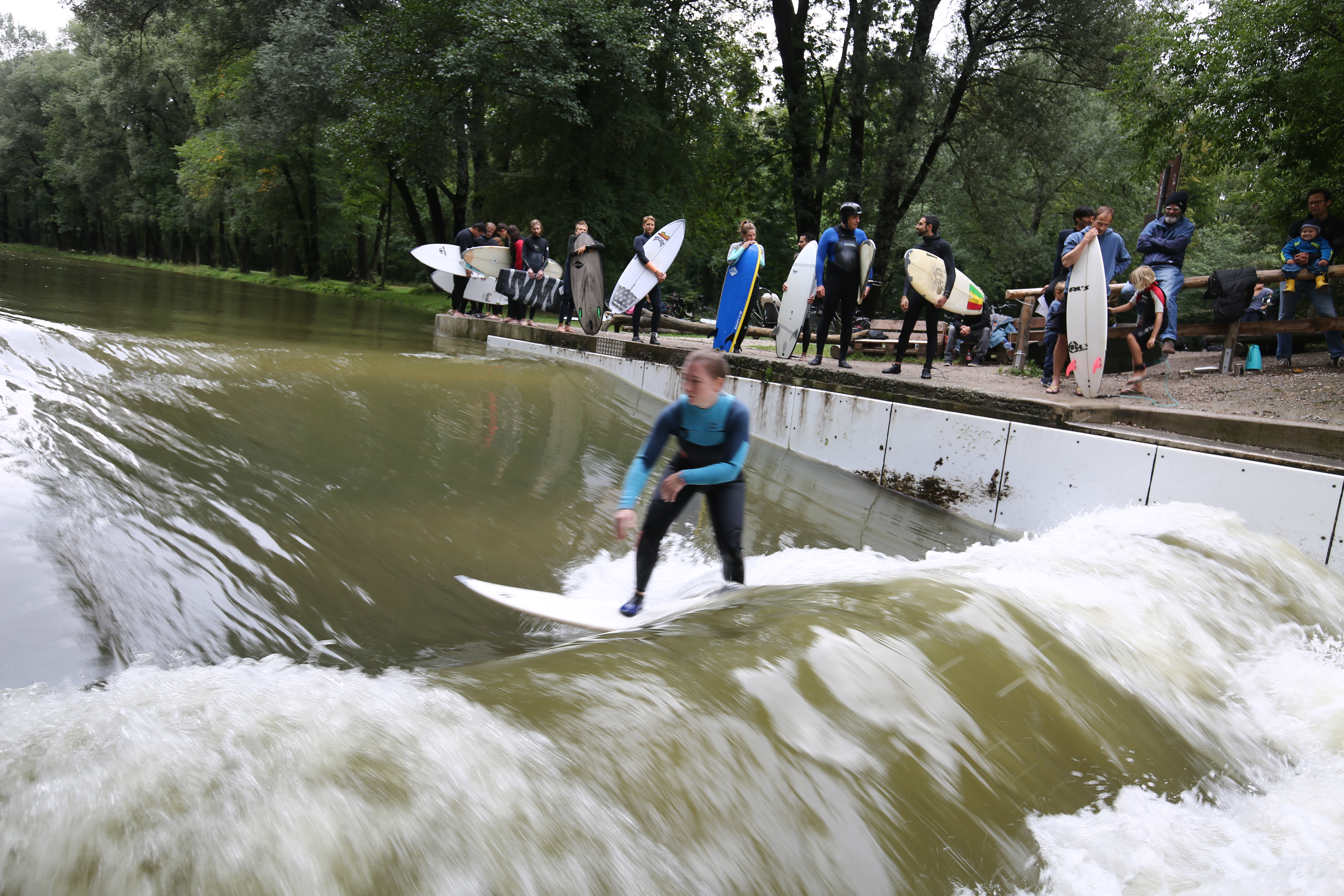
Surfen an der Floßlände

Der Floßkanal ist das letzte Teilstück der Strecke, die die großen – zur Unterhaltung eingesetzten – Flöße aus mächtigen Baumstämmen zurücklegen, wenn sie von Wolfratshausen die Isar abwärtsfahren. Dabei werden die Flöße kurz vor München in den Isar-Werkkanal gelenkt und von dort in den Floßkanal, um schließlich an der Zentrallände anlanden.
Floßkanal und Floßlände dienen auch als offizielle Kanustrecke. Die zahlreichen Münchner Kanuvereine nutzen die Strecke als Trainingsgelände. Jährlich finden hier wichtige Wettkämpfe, wie der Münchner Kanutriathlon oder der Münchner Kanuslalom statt.
Auch von Surfern wird der Kanal genutzt: Die stehende Welle an der Einmündung des Floßkanals in die Floßlände ist eine der bekanntesten Europas und nach dem Eisbach der zweite große Surfspot in München.